# D.i.R.T.: Origin of the Species
D.i.R.T.: Origin of the Species (рус. D.i.R.T.: Происхождение видов) — компьютерная игра с элементами экшена, созданная студией Nu Generation Games в 2006 году. Сочетает в себе смесь фантастики и боевика. Планировались версии для PlayStation 2 и Xbox, но позже были отменены. Игра представляет собой типичный шутер от третьего лица, в котором Ева путешествует по линейным уровням в поисках выхода. В игре более 20 видов оружия.

## Сюжет
Действия происходит в недалёком будущем. Мир охвачен мутантами, из-за которых погибло немало людей.
Главная героиня девушка Дирт просыпается в тюрьме и находит там убитого охранника и неизвестного мутанта. Она берёт в руки пистолет и убивает его. Также она находит девушку, которая, как оказалось, тоже очнулась здесь. Она спрашивает Дирт, что она помнит из того, что с ней случилось, но Дирт говорит ей что помнит лишь что была с друзьями на озере и что то праздновали. Девушка просит Дирт вывести её отсюда.
Девушки, оказывается, попали в Нью Йорк. Девушка рассказывает Дирт что кто-то позвонил в редакцию и рассказал про выбросов химикатов в водохранилище в одном из мелких городишек, её и коллег послали туда, потому что они были ближе всех, так что ей пришлось трястись по ухабам на их старой машине. Она и её коллеги как раз подъезжали к городу, когда дорогу перегородили какие-то вооружённые люди и приказали разворачиваться и убираться оттуда, но как она могла не ухватится за такое дело, ведь до этого у неё 8 месяцев не было ничего кроме старой рутины и скучных репортажей. Она решила рискнуть и съехала с дороги, чтобы попасть в город с другой стороны. Она думает что эти люди незаметно схватили её. Дальше она ничего не помнит, после всего этого она очнулась в тюрьме и чувствовала себя ужасно. Девушка думает что их накачали наркотиками. Дирт спрашивает что это всё из-за выброса химикатов на что она отвечает может быть, но она думает что всё гораздо сложнее. Она говорит что она сама видела то чудовище которое напало на охранника. Она добавляет что здесь пахнет «очередным военным экспериментом». Затем она спрашивает как её зовут. Дирт называет ей своё имя. Девушка говорит ей что это странное имя. Затем она говорит что её саму зовут Пенни Уистлер и она журналистка. Только она просит Дирт не смеяться, ведь её папочка должно быть был пьян когда давал ей имя. Пенни предлагает Дирт отсюда выбраться и добавляет, что нужно узнать, что вообще творится в городе. Дирт говорит что она должна найти своих друзей, но Пенни говорит ей что кроме неё тут никого не видела. Пенни думает что они сбежали и оставили её на произвол судьбы. Конечно она не против если Дирт будет искать своих друзей, а в это время Пенни попытается позвонить с мобильного и придумать как отсюда выбраться.
Дирт придётся одной искать выход. В это время она встречает странных чудовищ. Затем Дирт встречает охранника который открывает для неё двери. После этого она спасает мужчину. Дирт спрашивает его не видел ли он здесь её друзей на что тот отвечает что никого не видел. Дирт идёт дальше и встречает полицейских. Вскоре на них нападают два огромных чудовища, которых Дирт с трудом убивает.
Дальше она проникает в здание и находит раненого охранника, который говорит что какие-то люди начали по нему стрелять. Вскоре выясняется что это — военные, которые пытаются избавить город от мутантов. Дирт подслушивает разговоров и слышит как один упоминает о девчонке которой говорил генерал. Другой говорит что вряд ли они её увидят, потому что та стала формулой для тараканов. Дирт убивает всех военных и попадает в комнату отдыха. Неизвестный голос спрашивает, она ли и есть та самая Дирт, на что Дирт говорит «да». Неизвестный голос говорит ей что её волнует о том, как отсюда выбраться, так как военные готовятся нанести удар по этому месту. Дирт спрашивает его почему она должна верить ему, на что он отвечает, что ему важно чтобы с ней ничего не случилось. Чтобы Дирт поверила Неизвестному голосу он открывает дверь, в котором находится автомат. Дирт говорит что она верит ему. Тот говорит ей что можно выбраться через подвал. Дирт проникает туда при этом уничтожая военных. Дирт с лёгкостью открывает дверь в подвале. Затем она проникает в зал и видит, что дорога ей преграждена лазерами.
Чтобы отключить лазеры Дирт использует способность «Контроль над пулей» найдя при этом компьютер и удачно отключает лазеры. Затем Дирт выходит в зал с тремя окнами. Неизвестный голос говорит ей что одно из них — фальшивое. Дирт выходит из здания.
Наруже снайперы. Чтобы открыть ворота Дирт должна уничтожить три компьютера. Двое из них находятся на крыше, а один у ворот. Затем Дирт уничтожив чудовищ, уходит через дверь и попадает в клуб.
В клубе находятся немало мутантов, так что Дирт приходится спасти стриптизёрш. Когда Дирт входит в клуб то видит мёртвого директора и записку о том как можно выбраться из клуба запасным выходом. Затем она находит мёртвого инженера но зато живых двух девушек. Одна из них, учёный, помогает ей открыть дверь для запасного выхода.
Потом Дирт попадает на станцию. где ей помогают выжившие люди, которые в шоке от происходящего. Дирт берет одного из них, чтобы он помог ей открыть дверь, при этом уничтожая военных. Затем на станции она находит своего друга Лифа, который совсем не в себе и напоминает Дирт что она была хорошим человеком.
Затем Дирт приходит на станцию где она находит Землекопа. Дирт убивает его и выходит из станции попав на улицу Нью Йорка. Дирт убивает всех мутантов и военных и затем прибывает на улицу где на полицейских нападает большой мутант, но она с лёгкостью его убивает, но когда Дирт убила военных на копов напал Стингер убив практически всех копов. Дирт находит Стингера и убивает его.
Стена обрушивается и Дирт видит Лифа. Между ними возникает ссора. В этом время подходит Пенни и говорит Дирт что прошлой ночью задержанных увезли в церковь «Рок Бридж» в 25 километрах. Дирт предлагает Лифу идти туда, но он отказывается и Дирт придётся идти одной.
Неизвестный голос говорит ей что все давно мертвы и её друзья тоже. Затем Дирт находит церковь в котором заперт священник Арклайт. Военные упоминают что там издаются предсмертные стоны. Дирт удаётся открыть замок на двери церкви.
Она проникает в церковь и находит там Арклайта. Оказывается он человек-робот. Много лет назад его сильно ранили на войне, но из его тела сделали железки. Дирт уничтожает Арклайта целясь в голову. Она выходит из церкви и находит безумного учёного, который умоляет Дирт помочь ему добраться до его лаборатории. Дирт удаётся это сделать. Затем он рассказывает Дирт про проект который называется «К.ОЛ.ОССЫ».Он упомянул о «Зоне 51» которые военные отрицают её существование, но он знает правду. Он говорит что попасть на зону поможет русский разведчик который живёт в убежище. Дирт пытается проникнуть на зону, но увы — её ранит снайпер.
Дирт она просыпается в убежище русского. Он представляется как Владислав Краснов. Он и есть русский разведчик. Он уже 7 лет наблюдает за зоной, но не видел чтобы кто-то туда проник. Он помогает Дирт проникнуть в «Зону 51». Затем он говорит ей, что чтобы попасть в зону ей нужно отключить 4 генератора. Двое из них находятся в 11 и 18 ангаре, но он предупреждает её о том, что она должна быть осторожна у 18 ангара, потому что там стало опасно в последнее время. Дирт отключает у генератор 11 здания. Затем в 18 здании Дирт находит робота 3-208. Дирт уничтожает его и отключает генератор.
Затем Дирт проникает в главное здание и отключает ещё два генератора. Потом проникает во внутреннее здание. Она находит учёного и тот говорит, что лазеры перегородили почти все дороги и он даёт ей генератор с помощью которого она отключаются некоторые лазеры. Чтобы проникнуть в комнату Дирт придётся показать навыки гимнастики и перепрыгнуть через лазеры, которые преграждают ей путь. Дирт удаётся это сделать и она входит в комнату.
Затем Дирт находит Сумасшедшего учёного который говорит что Дирт — Великолепна, но Дирт говорит что учёные наподобие его ей не нравятся и просит его сказать где её друзья. Вместо этого учёный говорит ей о Т-76. Потом он знакомит её так сказать с её «родственником». Дирт убивает его и возвращается в комнату, затем находит комнату со светлым глобусом и солнцем. Когда Дирт выходит из комнаты то видит, что все лазеры отключены, и она проникает в комнату с лучом.
Дирт проникла в странную комнату где находит голограмму Джошуа. Чтобы его победить Дирт приходится вывести из строя генераторы. Дирт это делает с лёгкостью. Затем Дирт идёт в комнату где слышит разговор генерала Монро и генерала Кэмпбелла. Из разговора Дирт узнаёт что Монро хочет уничтожить всех свидетелей и их следы, но Кэмпбелл говорит ему что они невинные люди их не за что убивать. Но Монро настаивает на своём и что они истратили проект «К.ОЛ.ОССЫ» за 20 миллиардов долларов. Тут появляется учёный Брайан и говорит Монро и Кэмпбеллу что дело ухудшается с каждой минутой и что всё выходит из под контроля. Специалисты только что вернулись с образцами, которые были получены на Западе озера. Существа которых они обследовали смогли преодолеть Б-8. Так же он говорит что они собирают какую то пищу для важной информации или их жизни. Мутанты строят что-то похожее на улей. Учёный говорит что они размножаются и через час они вырастают. После этого генерал Кэмпбелл говорит что позвонит в штаб чтобы они готовили Б-2 затем они сотрут проект «К.ОЛ.ОССЫ», но генерал Монро против этого и он убивает Кэмпбелла и ранит Брайана. Затем Дирт подходит к раненому Брайану. Оказалось, что в теле у Дирт есть Т-76. Когда Дирт была маленькая она заболела и могла умереть. Брайан должен был что-то делать и в результате он вколол ей в организм Т-76. Оказывается, Брайан — отец Дирт, который бросил её семью когда Дирт была ребёнком. Он рассказал что королева в космической комнате. Дирт должна найти того, кто может привести её туда.
Дирт отправляется на Западное озеро и находит машину, но она сломана. Чтобы восстановить машину Дирт придётся искать запчасти. Когда Дирт находит последнюю часть для машины она встречает Лифа и они снова ругаются. Дирт говорит ему что ей надо в космический центр. Дирт и Лиф отправляются туда. Дирт находит военных которые помогают ей пройтись по обломкам самолёта. Затем она находит снайпера, который её ранил. Тут же она находит своего друга. Дирт убивает снайпера и освобождает своего друга. Затем она попадает в космический центр.
Убивая военных Дирт встречает раненого Лифа. Потом они находят генерала Монро который говорит что Дирт — Проект «Ангел». Он так же упомянул что не уничтожает ничего из-за смерти своей дочери Джессики. Дирт убивает его и идёт в комнату запуска ракеты и убивает королеву.
Дирт и Лиф сидят на лавочке. Он говорит что был неправ насчёт людей и теперь он посмотрел на мир совсем другими глазами на что Дирт говорит «У нас и так был тяжёлый день! Всё кончено». Неизвестный голос говорит «Это ещё не конец. Всё только начинается…».

## Очки способностей и Режимы игры
D.i.R.T. — это приключенческий экшн от третьего лица с гибкой системой сверхсил, которая помогает игроку в бою, а также предлагает ему новый подход к решению проблем.
В самом начале игроку предоставляется три класса развития способностей (Скрытность, Стрельба и Агрессия). В зависимости от выбранного класса игрок будет по-разному зарабатывать очки способностей. Благодаря этим очкам у игрока появляется дополнительные оружие, силы и прочие скрытые бонусы. Например если игрок выбирает класс «Стрельба», то очки добавляются за дальность стрельбы (то есть чем больше расстояние до поражённой цели, тем больше очков), выстрелы в голову и т. п.
Режимы игры — чтобы игра не казалась однообразной, вы можете выбирать один из двух режимов.
Приключение — традиционная приключенческая игра с собственным сюжетом. Игра на скорость — при прохождении каждого уровня нужно уложиться в отведённое время, за что можно зарабатывать дополнительные очки.

## Отзывы
| Иноязычные издания    | Иноязычные издания |
| Издание               | Оценка             |
| --------------------- | ------------------ |
| GameSpot              | 2/10               |
| Русскоязычные издания |                    |
| Издание               | Оценка             |
| Absolute Games        | 40 %               |
| «Игромания»           | 3,5/10             |

Игра получила отрицательные отзывы от критиков.